# Eutenia (banda)
Eutenia é uma banda brasileira de heavy metal formada em 2012 em São Paulo. Sua formação atual consta com André Gama como vocalista, Diego Inhof e Giu Finazzo como guitarristas, João "Paquito" Baroni no baixo e César Pintaúde na bateria.

## Carreira

### Formação eChymia I(2012-2015)
Antes sendo apenas uma banda cover de Avenged Sevenfold e Bullet For My Valentine, a banda foi formada no início de 2012 por Bruno Ricardi, Renan Vieira e Diego Inhof. Suas influências são diversas, como Asking Alexandria, System of a Down, Iron Maiden, etc. O primeiro álbum EP da banda, Chymia I, foi lançado no mesmo ano.
Em 30 de maio de 2014, fizeram um show em Suzano, junto com a banda Glória.

### Chymia II, Rock na Praça e SP Rock Show (2016-2018)
Em 2016, lançaram o videoclipe de "They Wanna Watch Me Fall", gravado na Estação Ferroviária de Sorocaba. Foi produzido por Marcello Pompeu, Heros Trench e com fotografia por Wesley Carlos. O álbum EP Chymia II, foi lançado em junho com 6 faixas e produção também de Marcello Pompeu e Heros Trench.
Eutenia participou da edição 4.9 do festival Rock na Praça, em frente a Galeria do Rock junto de outras bandas como Válvera, etc. em 2017. A banda participou do SP Rock Show em 2018 no Vale do Anhangabaú que também teve a presença da banda Sepultura.

### Saída de Drio e "Cego" (2019-2022)
Em 2019, o vocalista André "Drio" Navacinsk deixou a banda repentinamente. Bill Sandre tem uma breve passagem como vocalista com a música "Cego". Mais tarde, Chris Wiensen e o fundador Bruno Ricardi deixam a banda. 

### Pandora (2023-presente)
No fim de 2023 Eutenia anunciou sua nova formação, com André Gama como vocalista, Giu Finazzo como guitarrista e João "Paquito" Baroni como baixista. Logo em seguida, anunciaram o videoclipe de "Carbonizar" e seu primeiro show em cinco anos, que aconteceu em 17 de fevereiro de 2024 no Jai Club.
Em 2024 lançaram o videoclipe de "Indestrutível" coroando a nova formação com um novo álbum "Pandora", produzido por Filipe Stress que havia produzido anteriormente os singles "Meu Fim" e "Cego".

## Membros
- André Gama – vocais
- Diego Inhof – guitarra, piano
- Giu Finazzo – guitarra
- João "Paquito" Baroni – baixo
- César Pintaúde – bateria

### Ex membros
- André "Drio" Navacinsk
- André Perucci
- Renan Vieira
- Armando Rocha
- Yuri Alexander
- Bill Sandre
- Bruno Ricardi
- Chris Wiensen[nota 1]

## Discografia

### Álbuns
- Pandora (2024)

EPs
- Chymia I (2012)
- Chymia II (2016)

Singles
- Espelho (2017)
- Meu Fim (2018)
- Cego (2019)
- Carbonizar (2023)
- Indestrutível (2024)